# Limbo, Panto
Limbo, Panto — дебютный студийный альбом британской группы Wild Beasts, выпущенный 16 июня 2008 года на лейбле Domino Records. Альбом сопровождали синглы «The Devil’s Crayon» (30 июня) и «Brave Bulging Buoyant Clairvoyants» (16 октября).
Пластинка получила высокие оценки критиков, признавших её звучание «экзотическим, волнующим, увлекательным», но отметивших также некоторую натужность чрезмерно диковинных аранжировок.

## Список композиций
Слова и музыка всех песен написаны группой Wild Beasts.
1. «Vigil for a Fuddy Duddy» — 4:43
2. «The Club of Fathomless Love» — 3:44
3. «The Devil’s Crayon» — 3:38
4. «Woebegone Wanderers» — 4:53
5. «The Old Dog» — 4:27
6. «Please, Sir» — 3:27
7. «His Grinning Skull» — 4:36
8. «She Purred, While I Grrred» — 3:30
9. «Brave Bulging Buoyant Clairvoyants» — 4:02
10. «Cheerio Chaps, Cheerio Goodbye» — 4:38

## Участники записи
- Хейден Торп — вокал, гитара, фортепиано
- Бенни Литтл — гитара
- Том Флеминг — бас-гитара, вокал
- Крис Талбот — ударные, вокал
- Тор Йоханссон — продюсер
- Йенс Линдгард, Карл-Аксель Бенгтссон — инженеры звукозаписи
- Стив Рук — мастеринг
- Ник Скотт — иллюстрации